# Chalmersmedaljen
Chalmersmedaljen är en medalj som årligen utdelas av Chalmers tekniska högskola. Den instiftades år 1948 till 200-årsminnet av William Chalmers födelse och tillägnas den, vilken genom intresse och värdefull insats främjat högskolans verksamhet och utveckling. Mottagarna utses av Chalmers styrelse på förslag av rektor. Medaljen delas ut vid den årliga promotionceremonin.

## Förteckning över samtliga medaljörer
| Årtal     | Medaljör |
| --------- | --- |
| 1949–1953 | Georg Andrén, Frimuraresamhället, Hugo Heyman, Sven Hultin, Malte Jacobsson, Gösta Malm, Sven Steen |
| 1954      | Axel Adlerbert, Sigfrid Edström, Alex Engblom, Hemming Johansson, Gustaf Larson, Hakon Leffler, Hilding Törnebohm |
| 1956      | Erik Olsson |
| 1957–1966 | ingen medaljör |
| 1967      | Ragnar Edenman, Gustav Hössjer, Hilding Nielsen, Melchior Wernstedt |
| 1968–1971 | ingen medaljör |
| 1972      | J Arvid Hedwall |
| 1973      | ingen medaljör |
| 1974      | Erik Hemlin |
| 1975      | Odd Albert, Lennart Rönnmark |
| 1976      | Stig Ekelöf, Håkan Sterky |
| 1977      | ingen medaljör |
| 1978      | Karl Erik Nordwall, Sven Rahmn |
| 1979      | Brian Flowers, Nils Gralén, Nils Gustaf Rosén, Olof Rydbeck |
| 1980      | A Hugo Olsson, Henry Wallman |
| 1981      | ingen medaljör |
| 1982      | Erik Bergsten, Ragnar Thun |
| 1983      | Bengt Jakobsson, Olof Samuelson, Oscar af Ugglas |
| 1984      | Chalmerska Ingenjörsföreningen, Nils Svartholm |
| 1985      | Arne Palmgren |
| 1986      | Viking Walter |
| 1987      | Gunnar Beskow, Kjell Härnqvist |
| 1988      | Helge Zimdal, Svante von Zweygbergk |
| 1989      | Chalmers studentkår, Torkel Wallmark |
| 1990      | Marianne Kärrholm, Stig Lundqvist |
| 1991      | Sven Olving |
| 1992      | Carl-Gustaf Andrén, Holger Bohlin |
| 1993      | Jan Hult |
| 1994      | K Gösta Eriksson, Robert Magnusson |
| 1995      | Alf Samuelsson |
| 1996      | ingen medaljör |
| 1997      | Håkan Frisinger, Alf Åkerman |
| 1998      | ingen medaljör |
| 1999      | Kjell A. Mattsson, Mauritz Sahlin, Bengt Åkesson |
| 2000      | Elias Cornell, Tor Kihlman, Jan Wallinder |
| 2001      | Eva Selin Lindgren, Anders Sjöberg |
| 2002      | Sture Allén, Nils-Herman Schöön, Christina Ullenius |
| 2003      | Peter Jagers, Erik Kollberg, Olle Nilsson |
| 2004      | Ingvar Lindgren, Sören Mannheimer, Jan S Nilsson, Lena Torell, Gerd Åsberg |
| 2005      | Mårten Carlsson, Roger Johansson, Bernt Rönnäng |
| 2006      | Roy Booth, Tord Claeson, Ing-Britt Svensson |
| 2007      | Gunnar Bjursell, Sune Carlsson |
| 2008      | Erikka Adler, Bert-Inge Hogsved, Per-Olof Nilsson |
| 2009      | Hans Björnsson, Bengt Kasemo |
| 2010      | Olof Engström, Oliver Lindqvist |
| 2011      | Rune Andersson, Bjarne Holmqvist |
| 2012      | Solbergagymnasiet, Föreningen Intize |
| 2013      | Per Olof Wikström |
| 2014      | Dorothy Leo, Bo Hedfors |
| 2015      | Håkan Buskhe, Hans-Olov Olsson, Jan-Eric Sundgren |
| 2016      | Anne-Marie Hermansson, Folke Hjalmers, Rolf Pettersson |
| 2017      | Kurt Eliasson, Karin Markides, Anna Nilsson-Ehle, Bengt Nordén |
| 2018      | Lars Brink, Sievert Larsson, Christine Räisänen, Ann-Sofie Sandberg |
| 2019      | Stig Ekman, Sven Engström, Carina Halvord, Barbro Osher |
| 2020      | Peter Alehammar, Vd för Chalmers studentkår, och Madeleine Olsson Eriksson, läkare och ordförande i Sten A Olssons stiftelse för forskning och kultur |
| 2021      | ingen medaljör |
| 2022      | Ulla Antonsson, arkitekt och delägare till White arkitektur, tidigare adjungerad professor i arkitektur på Chalmers, och Göran Bengtsson, ordförande för Adlerbertska stiftelserna, Hasselbladstiftelsen, Universeums ägare Stiftelsen Korsvägen och ytterligare ett antal av Göteborgs framstående stiftelser |
| 2023      | Lena Gustafsson, tidigare prorektor på Chalmers, och Jens B. Nielsen, professor på institutionen för life sciences |